# موسیقی – ترانه‌هایی از و الهام گرفته از فیلم
موسیقی – ترانه‌هایی از و الهام گرفته از فیلم (انگلیسی: Music – Songs from and Inspired by the Motion Picture) نهمین آلبوم استودیویی از خواننده و ترانه‌سرای استرالیایی، سیا است. این آلبوم در ۱۲ فوریه ۲۰۲۱ توسط ناشرها مانکی پازل و آتلانتیک منتشر شد و با اکران فیلم موزیکال موسیقی همراه بود که کارگردانی و نویسندگی مشترک آن را خود سیا بر عهده داشت. سیا ده ترانهٔ اصلی برای موسیقی متن این فیلم نوشت که پس از تبدیل فیلم به یک موزیکال ساخته شدند؛ نیمی از این ترانه‌ها در آلبوم گنجانده شده‌اند.

## تاریخچه انتشار
| منطقه | تاریخ         | فرمت                            | ناشر                | منابع             |
| ----- | ------------- | ------------------------------- | ------------------- | ----------------- |
| مختلف | ۱۲ فوریه ۲۰۲۱ | سی‌دی کاست دانلود دیجیتال استریم | مانکی پازل آتلانتیک | [ ۱ ] [ ۲ ] [ ۳ ] |
| مختلف | ۲۳ آوریل ۲۰۲۱ | ال‌پی                            | آتلانتیک            | [ ۴ ] [ ۵ ] [ ۶ ] |